# Lasiocampídeos
Lasiocampídeos (Lasiocampidae) é uma família de insectos da ordem Lepidoptera.

## Géneros
Contém 172 géneros:
- Acosmetoptera
- Alompra
- Anadiasa
- Anastrolos
- Anchirithra
- Apatelopteryx
- Apotolype
- Archaeopacha
- Arguda
- Artace
- Batatara
- Beralade
- Bharetta
- Bhima
- Bombycomorpha
- Bombycopsis
- Borocera
- Callopizoma
- Caloecia
- Catalebeda
- Chilena
- Chionodiptera
- Chionopsyche
- Chondrostega
- Chondrostegoides
- Chonopla
- Chrysium
- Chrysopsyche
- Closterothrix
- Cosmeptera
- Cosmotriche
- Craspia
- Crexa
- Crinocraspeda
- Cyclophragma
- Cymatopacha
- Dasychirinula
- Dendrolimus
- Diapalpus
- Diaphoromorpha
- Dicogaster
- Dinometa
- Dollmania
- Edwardsimemna
- Endacantha
- Epicnapteroides
- Epitrabala
- Ergolea
- Eriogaster
- Eteinopla
- Eucraera
- Euglyphis
- Eupagopteryx
- Europtera
- Eutachyptera
- Euthrix
- Euwallengrenia
- Gastromega
- Gastropacha
- Gastroplakaeis
- Genduara
- Gloveria
- Gonobombyx
- Gonometa
- Gonopacha
- Gonotrichidia
- Grammodora
- Hallicarnia
- Haplopacha
- Henometa
- Heteropacha
- Hypopacha
- Hypotrabala
- Isais
- Isostigena
- Karenkonia
- Kosala
- Kunugia
- Labedera
- Laeliopsis
- Lajonquierea
- Lamprantaugia
- Lasiocampa
- Lebeda
- Lechriolepis
- Leipoxais
- Lenodora
- Leptometa
- Lerodes
- Libanopacha
- Macromphalia
- Macrothylacia
- Malacosoma
- Malacostola
- Mallocampa
- Melopla
- Mesera
- Mesocelis
- Metajana
- Metanastria
- Micropacha
- Mimopacha
- Napta
- Neoborocera
- Nesara
- Neurochyta
- Norapidia
- Ochanella
- Ochrochroma
- Ocinaropsis
- Odonestis
- Odontocheilopteryx
- Odontocraspis
- Odontogama
- Odontopacha
- Opisthodontia
- Oplometa
- Opsirhina
- Pachymeta
- Pachymetana
- Pachymetoides
- Pachypasa
- Pachypasoides
- Paradoxopla
- Paralebeda
- Pararguda
- Pehria
- Pernattia
- Phaedria
- Philotherma
- Phoberopsis
- Phoenicladocera
- Phyllodesma
- Pinara
- Poecilocampa
- Pompeja
- Porela
- Prorifrons
- Pseudoborocera
- Pseudolyra
- Pseudometa
- Pseudophyllodes
- Psilogaster
- Ptyssophlebia
- Quadrina
- Radhica
- Raphipeza
- Rhinobombyx
- Rhynchobombyx
- Schausinna
- Sena
- Somadasys
- Sphinta
- Sporostigena
- Stenophatna
- Streblote
- Strumella
- Suana
- Sunnepha
- Symphyta
- Syrastrena
- Syrastrenoides
- Syrastrenopsis
- Takanea
- Tolype
- Tolytia
- Trabala
- Trichiura
- Trichiurana
- Trichopisthia
- Tytocha
- Voracia